# La Gauche - l'Arc-en-ciel
La Gauche - l'Arc-en-ciel (en italien : La Sinistra - l'Arcobaleno) est une fédération de partis de la gauche radicale italienne. Le but de cette coalition électorale est de rassembler la gauche de la gauche, de la même façon que s'est rassemblé le centre-gauche au sein du Parti démocrate.
Quatre partis composent la coalition :
- Parti de la refondation communiste (PRC, communiste, dirigé par Franco Giordano)
- Parti des communistes italiens (PdCI, communistes, dirigé par Oliviero Diliberto)
- Fédération des Verts (écologistes, dirigée par Alfonso Pecoraro Scanio, ancien ministre de l'environnement)
- Gauche démocrate (SD, socialistes, dirigée par Fabio Mussi, ancien ministre de l'université et de la recherche)

La fédération a vu le jour le 8 décembre 2007, lors de l'Assemblée de la Gauche et des écologistes, qui s'est tenue à Rome. Les quatre partis se sont présentés ensemble lors des élections parlementaires d'avril 2008, et indépendamment du Parti démocrate, et avec Fausto Bertinotti, ancien dirigeant du Parti de la refondation communiste et à l'époque président de la Chambre des députés, comme leader et candidat Président du conseil. Aucun sénateur ou député n'a été élu, cette alliance obtenant à peine 3 % des voix (seuil d'exclusion : 4 %). De fait, cette gauche devient extraparlementaire.